# Usseau (Deux-Sèvres)
Usseau korábbi község Franciaországban, Deux-Sèvres megyében. Lakosainak száma 869 fő (2018. január 1.). Usseau Saint-Saturnin-du-Bois, Prissé-la-Charrière, La Foye-Monjault, Mauzé-sur-le-Mignon, Priaires, La Rochénard és Thorigny-sur-le-Mignon községekkel határos.
2019. január 1-jén Priaires és Thorigny-sur-le-Mignon korábbi községgel egyesült és az így létrejött Val-du-Mignon új község része lett.

## Népesség
A település népessége az elmúlt években az alábbi módon változott:
| Lakosok száma | 893  | 891  | 905  | 877  | 869  |
|               | 2013 | 2015 | 2016 | 2017 | 2018 |